# P93
P93は、ポーランドで開発された自動式拳銃である。

## 概要
軍用向けの中型拳銃で、ポーランド人民共和国軍が採用していたP83 バナドの設計を改良したモデルである。製造はザクワディ・メタロヴェ・ウゥチニクで行われた。
使用弾薬は原型と同じく9x18mmマカロフ弾で、装弾数は8+1発。作動方式はブローバック式、撃発機構はハンマー露出型のダブルアクションで、こちらもP83から基本設計を引き継いでいる。P83からの変更点としては、両手での射撃に適した形状に変更されたこと、スライド左側面にあったマニュアルセフティがフレーム左側面のデコッキングレバーに変更されたことなどが挙げられる。表面処理は黒色酸化コーティングが標準だが、オプションとしてクローム仕上げを施すこともできた。
P83の後継を意図していたが、冷戦終結とポーランド自由化により、ポーランド軍への制式採用はされなかった。一時は輸出用として提示されていたものの、すでに生産自体が終了してしまっている。